# Powłocznica jodłowa
Powłocznica jodłowa (Peniophora piceae (Pers.) J. Erikss.) – gatunek grzybów z rodziny powłocznikowatych (Peniophoraceae).

## Systematyka i nazewnictwo
Pozycja w klasyfikacji według Index Fungorum: Peniophora, Peniophoraceae, Russulales, Incertae sedis, Agaricomycetes, Agaricomycotina, Basidiomycota, Fungii.
Polską nazwę "powłocznica jodłowa" podali Gumińska & Wojewoda w 1983.

## Występowanie i siedlisko
Występuje w Ameryce, Azji i Europie, w tym w Polsce. Rośnie na leżących pniach jodły (Abies alba). Jest na Czerwonej Liście jako gatunek "wymierający - krytycznie zagrożony" (E). 